# Tropa

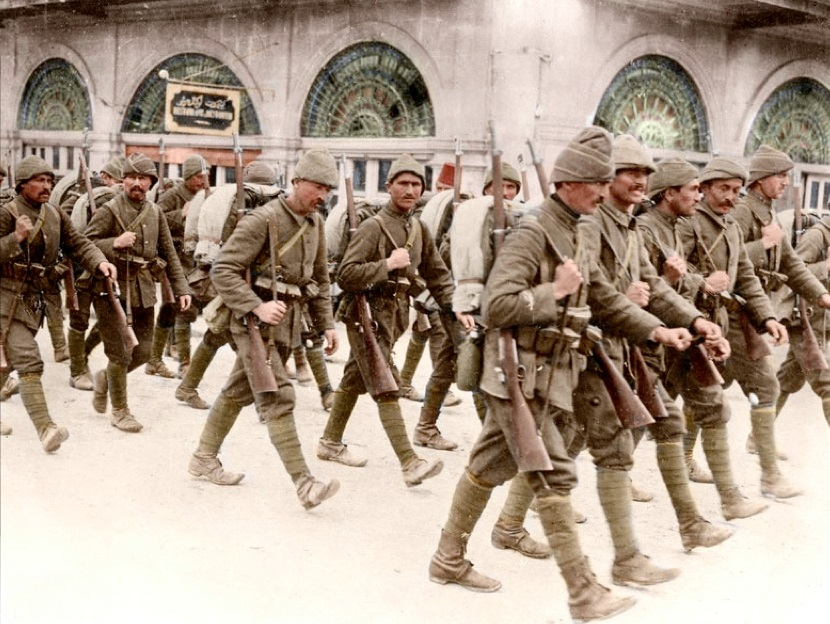
Una tropa otomana en la ciudad de Alepo durante la Primera Guerra Mundial (1914-1918).

Una tropa es una subunidad militar, originalmente una pequeña formación de caballería, subordinada a un escuadrón. En muchas fuerzas armadas una tropa es equivalente a una sección o pelotón. Algunas excepciones son la Artillería Montada Real y la Caballería de los Estados Unidos, donde una tropa es más grande, comparándose así con una compañía o batería.

## Ejército británico
En el ejército del Reino Unido, la definición de tropa se refiere a funciones muy diferentes:
- En la Casa de Caballería y el Real Cuerpo de Blindados:
  - una tropa son tres o cuatro vehículos blindados de combate al mando de un subalterno.
  - tropa: una unidad de dos a cuatro armas de fuego o de lanzamiento,
  - tropa: un cuartel general de la unidad.
- En la Real Artillería de Caballo:
  - tropa solía ser el equivalente a una batería de artillería en otras unidades.
- En los Ingenieros Reales, el Real Cuerpo de Señales, y el Real Cuerpo de Logística y Servicio Aéreo Especial:
  - tropa: unidad equivalente en tamaño a un pelotón de otros cuerpos, divididos en secciones.
- Otros cuerpos de ejército no usan el término.
- En los Marines Reales:
  - tropa: un pelotón del ejército.

## Ejército canadiense
En el ejército de Canadá, una tropa es el equivalente a un pelotón de blindados, ingenieros, ramas y señales. Dos a cuatro tropas se agrupan en un escuadrón.

## Caballería estadounidense
En el Ejército de los Estados Unidos, en la rama de caballería, una tropa es la unidad equivalente a la compañía de infantería, al mando de un capitán, y que consta de 3 o 4 pelotones, subordinado a un escuadrón (batallón).

## Ejército español
En el ejército del Reino de España, «tropa» hace referencia a una de las tres escalas en las que se dividen jerárquicamente las Fuerzas Armadas: en la Armada se llama «marinería», y está formada por los empleos de soldado/marinero, soldado/marinero de primera (a extinguir), cabo, cabo primero y cabo mayor. Las otras dos que estarían por encima de ella son, la de suboficiales (o básica) y la de oficiales.

##### Tropa en lasFuerzas Armadas de España
| Tropa:             |
| Soldado            |
| Soldado de Primera |
| Cabo               |
| Cabo Primero       |
| Cabo Mayor         |

##### Ejército de Tierra
| Código OTAN                                                                                  | OR-5              | OR-5              | OR-5              | OR-4                | OR-4                | OR-4                | OR-3           | OR-3           | OR-3                      | OR-2                      | OR-2           | OR-2           | OR-1           | OR-1           | OR-1           |                |
| -------------------------------------------------------------------------------------------- | ----------------- | ----------------- | ----------------- | ------------------- | ------------------- | ------------------- | -------------- | -------------- | ------------------------- | ------------------------- | -------------- | -------------- | -------------- | -------------- | -------------- | -------------- |
| España                                                                                       | Divisa cabo mayor | Divisa cabo mayor | Divisa cabo mayor | Divisa cabo primero | Divisa cabo primero | Divisa cabo primero | Divisa de cabo | Divisa de cabo | Divisa soldado de primera | Divisa soldado de primera | Divisa soldado | Divisa soldado | Divisa soldado | Divisa soldado | Divisa soldado | Divisa soldado |
| España                                                                                       | Cabo mayor        | Cabo mayor        | Cabo mayor        | Cabo primero        | Cabo primero        | Cabo primero        | Cabo           | Cabo           | Soldado de primera1       | Soldado de primera1       | Soldado        | Soldado        | Soldado        | Soldado        | Soldado        | Soldado        |
| 1 Empleo obsoleto. Actualmente no se presenta en la escala de tropa (declarado a extinguir). |                   |                   |                   |                     |                     |                     |                |                |                           |                           |                |                |                |                |                |                |

##### La Armada
| Código OTAN | OR-5              | OR-5              | OR-5              | OR-4                | OR-4                | OR-4                | OR-3        | OR-3        | OR-3                       | OR-2                       | OR-2            | OR-2            | OR-1            | OR-1            | OR-1            |                 |
| ----------- | ----------------- | ----------------- | ----------------- | ------------------- | ------------------- | ------------------- | ----------- | ----------- | -------------------------- | -------------------------- | --------------- | --------------- | --------------- | --------------- | --------------- | --------------- |
| España      | Divisa cabo mayor | Divisa cabo mayor | Divisa cabo mayor | Divisa cabo primero | Divisa cabo primero | Divisa cabo primero | Divisa cabo | Divisa cabo | Divisa marinero de primera | Divisa marinero de primera | Divisa marinero | Divisa marinero | Divisa marinero | Divisa marinero | Divisa marinero | Divisa marinero |
| España      | Cabo mayor        | Cabo mayor        | Cabo mayor        | Cabo primero        | Cabo primero        | Cabo primero        | Cabo        | Cabo        | Marinero de primera        | Marinero de primera        | Marinero        | Marinero        | Marinero        | Marinero        | Marinero        | Marinero        |

##### Infantería de Marina
| Código OTAN | OR-5              | OR-5              | OR-5              | OR-4                | OR-4                | OR-4                | OR-3        | OR-3        | OR-3                      | OR-2                      | OR-2           | OR-2           | OR-1           | OR-1           | OR-1           |                |
| ----------- | ----------------- | ----------------- | ----------------- | ------------------- | ------------------- | ------------------- | ----------- | ----------- | ------------------------- | ------------------------- | -------------- | -------------- | -------------- | -------------- | -------------- | -------------- |
| España      | Divisa cabo mayor | Divisa cabo mayor | Divisa cabo mayor | Divisa cabo primero | Divisa cabo primero | Divisa cabo primero | Divisa cabo | Divisa cabo | Divisa soldado de primera | Divisa soldado de primera | Divisa soldado | Divisa soldado | Divisa soldado | Divisa soldado | Divisa soldado | Divisa soldado |
| España      | Cabo mayor        | Cabo mayor        | Cabo mayor        | Cabo primero        | Cabo primero        | Cabo primero        | Cabo        | Cabo        | Soldado de primera        | Soldado de primera        | Soldado        | Soldado        | Soldado        | Soldado        | Soldado        | Soldado        |

##### Ejército del Aire
| Código OTAN | OR-5              | OR-5              | OR-5              | OR-4                | OR-4                | OR-4                | OR-3        | OR-3        | OR-3                      | OR-2                      | OR-2           | OR-2           | OR-1           | OR-1           | OR-1           |                |
| ----------- | ----------------- | ----------------- | ----------------- | ------------------- | ------------------- | ------------------- | ----------- | ----------- | ------------------------- | ------------------------- | -------------- | -------------- | -------------- | -------------- | -------------- | -------------- |
| España      | Divisa cabo mayor | Divisa cabo mayor | Divisa cabo mayor | Divisa cabo primero | Divisa cabo primero | Divisa cabo primero | Divisa cabo | Divisa cabo | Divisa soldado de primera | Divisa soldado de primera | Divisa soldado | Divisa soldado | Divisa soldado | Divisa soldado | Divisa soldado | Divisa soldado |
| España      | Cabo mayor        | Cabo mayor        | Cabo mayor        | Cabo primero        | Cabo primero        | Cabo primero        | Cabo        | Cabo        | Soldado de primera        | Soldado de primera        | Soldado        | Soldado        | Soldado        | Soldado        | Soldado        | Soldado        |

##### Guardia Civil
| Código OTAN | OR-5                 | OR-5                 | OR-5                 | OR-4                   | OR-4                   | OR-4                   | OR-3           | OR-3           | OR-3                         | OR-2                         | OR-2              | OR-2              | OR-1              | OR-1              | OR-1              |                   |
| ----------- | -------------------- | -------------------- | -------------------- | ---------------------- | ---------------------- | ---------------------- | -------------- | -------------- | ---------------------------- | ---------------------------- | ----------------- | ----------------- | ----------------- | ----------------- | ----------------- | ----------------- |
| España      | Divisa de cabo mayor | Divisa de cabo mayor | Divisa de cabo mayor | Divisa de cabo primero | Divisa de cabo primero | Divisa de cabo primero | Divisa de cabo | Divisa de cabo | Divisa de guardia de primera | Divisa de guardia de primera | Divisa de guardia | Divisa de guardia | Divisa de guardia | Divisa de guardia | Divisa de guardia | Divisa de guardia |
| España      | Cabo mayor           | Cabo mayor           | Cabo mayor           | Cabo primero           | Cabo primero           | Cabo primero           | Cabo           | Cabo           | Guardia de primera           | Guardia de primera           | Guardia           | Guardia           | Guardia           | Guardia           | Guardia           | Guardia           |

## Clases de tropa
- tropa avanzada. La que se aposta en lugar conveniente para observar los movimientos del enemigo.
- tropa concejil. En los tiempos antiguos, la gente de guerra que a las órdenes de un jefe más o menos graduado mandaban los concejos de villas y lugares al ejército en virtud de las convocatorias o bandos reales.
- tropa de Casa Real. A mediados del siglo XVI las tropas de la casa real de España se componían de tres cuerpos, a saber: guardias de arqueros de la cuchilla, guardias españolas de alabarderos y guardia alemana o tudesca. A principios del siglo XVIII y reinando Felipe V quedaron reformados aquellos cuerpos y se crearon en su lugar cuatro compañías de guardias de corps, una de alabarderos, un regimiento de guardia española y otro de guardia valona. En 24 de noviembre de 1824 Fernando VII organizó las tropas de su guardia en seis escuadrones de guardias de la real persona, de los que cuatro eran españoles y dos extranjeros
  - 'real compañía de guardias alabarderos
  - guardia real de infantería, compuesta de cuatro regimientos de granaderos, cada uno de tres batallones
  - guardia real provincial, dos regimientos también de tres batallones
  - guardia real de caballería, la que constaba de dos regimientos de línea, uno de granaderos y otro de coraceros, y otros dos ligeros, uno de cazadores y otro do lanceros
  - escuadrón de artillería.
- tropa de depósito. Se llaman así los cuadros de instrucción que tienen los regimientos de infantería y caballería para recibir y adiestrar los reclutas mientras que aquellos están en operaciones dentro o fuera del país. Se emplea esta gente en cubrir las guarniciones de las plazas próximas al teatro de la guerra, escoltar convoyes y aun en casos de invasión penetran en país enemigo y cubren el servicio en aquellos puntos que pueden servir de apoyo o como depósitos militares.
- tropa de línea. La fuerza principal de un ejército que pelea reunido en masas más o menos considerables.
- tropa franca. En general lleva este nombre la gente colecticia o soldados de cuerpos irregulares, que sin unidad a los ejércitos hacen la guerra de partidas, atacando y hostilizando al enemigo constantemente, ofreciendo y aceptando combates de poca consideración, pero que repetidos con frecuencia molestan y debilitan a aquel, llegando al extremo de no poder disponer de más terreno que el que pisa. Su usa más comúnmente de esta voz en plural.
- tropa irregular. Se aplica esta voz a los soldados de cuerpos francos o colectivos levantados en tiempo de guerra y además a los partidarios y guerrilleros que pelean de su propia cuenta sin afinidad con las operaciones de los ejércitos.
- tropa ligera. La que fuera de las líneas hace el servicio de avanzadas, escuchas y descubiertas.
- tropa permanente. La que compone los regimientos de todas armas y está vestida, armada y mantenida por el gobierno de la nación, instruida en los ramos de su táctica respectiva y dispuesta siempre a marchar donde sean necesarios sus servicios.
- tropa regular. La que está reunida y organizada en cuerpos o regimientos que constituyen el ejército permanente de un Estado o se organizan en tiempo de guerra, mantenidas por aquel y sujetas a las leyes y reglamentos decretados al efecto.[1]